# Mount Hope, Wisconsin
Mount Hope är en ort i Grant County i delstaten Wisconsin, USA.